# نیدروسلا
نیدروسلا (به آلمانی: Niederroßla) یک منطقهٔ مسکونی در آلمان است که در ایلمتال-واینشتراسه واقع شده‌است. نیدروسلا  ۱٬۱۰۸ نفر جمعیت دارد.